# Frailea perumbilicata
Frailea perumbilicata ist eine Pflanzenart in der Gattung Frailea aus der Familie der Kakteengewächse (Cactaceae). Das Artepitheton perumbilicata leitet sich von den lateinischen Worten per- für ‚sehr‘ sowie umbilicatus für ‚mit einem Nabel‘ ab und verweist auf den tief eingesenkten Scheitel der Art.

## Beschreibung
Frailea perumbilicata wächst  einzeln mit kugelförmigen Körpern, die einen tief eingesenkten Scheitel besitzen. Die Körper erreichen bei Durchmessern von 2 bis 3 Zentimetern ebensolche Wuchshöhen. Die meist 14 Rippen sind in gerundete Höcker gegliedert. Gelegentlich ist ein Mitteldornen vorhanden, meist fehlt er jedoch. Die 6 bis 10 braunen, nadelförmigen, verdrehten Randdornen sind ausgebreitet und 2 bis 3 Millimeter lang.
Die schwefelgelben Blüten sind 3,4 bis 4 Zentimeter lang.

## Verbreitung und Systematik
Frailea perumbilicata ist in Brasilien im Bundesstaat Rio Grande do Sul verbreitet.
Die Erstbeschreibung wurde 1970 von Friedrich Ritter veröffentlicht. Nomenklatorische Synonyme sind Frailea castanea var. perumbilicata (F.Ritter) Prestlé (1997) und Astrophytum perumbilicatum (F.Ritter) Halda & Malina (2005).

## Nachweise